# 129-я истребительная авиационная дивизия
129-я истреби́тельная авиацио́нная Кенигсбергская ордена Кутузова диви́зия (129-я иад) — соединение Военно-Воздушных сил (ВВС) Вооружённых Сил РККА, принимавшее участие в боевых действиях Великой Отечественной войны.

## Наименования дивизии
- 129-я истребительная авиационная дивизия;
- 129-я истребительная авиационная Кенигсбергская дивизия;
- 129-я истребительная авиационная Кенигсбергская ордена Кутузова дивизия;
- 129-я истребительная авиационная Кенигсбергская ордена Кутузова дивизия ПВО;
- Полевая почта 54821.

## Создание дивизии
129-я истребительная авиационная дивизия сформирована в апреле 1944 года на основании Приказа НКО СССР в составе Военно-воздушных сил Харьковского военного округа.

## Расформирование дивизии
129-я истребительная авиационная Кенигсбергская ордена Кутузова дивизия ПВО была расформирована в 10 сентября 1960 года в составе 2-го корпуса ПВО.

## В действующей армии
В составе действующей армии:
- с 13 октября 1944 года по 9 мая 1945 года.

## Командир дивизии
| Звание                  | Имя                       | Период                  | Примечание                      |
| ----------------------- | ------------------------- | ----------------------- | ------------------------------- |
| Подполковник, Полковник | Егоров Алексей Степанович | 19.05.1944 — 08.03.1945 |                                 |
| Подполковник            | Сажнев Фёдор Иосифович    | 12.03.1945 — 18.05.1945 | Начальник штаба, ВРИД командира |
| Подполковник            | Правдин Михаил Иванович   | 19.05.1945 — 01.10.1947 |                                 |

## В составе объединений
| Дата          | Фронт (округ)                        | Армия                                   | Корпус                                     |
| ------------- | ------------------------------------ | --------------------------------------- | ------------------------------------------ |
| 01.04.1944 г. | Харьковский военный округ            | ВВС округа                              | -                                          |
| 28.05.1944 г. | Резерв Верховного Главнокомандования | 8-я воздушная армия                     | 1-й смешанный авиационный корпус           |
| 01.06.1944 г. | Отдельная приморская армия           |                                         | 1-й смешанный авиационный корпус           |
| 01.08.1944 г. | Отдельная приморская армия           |                                         | -                                          |
| 01.09.1944 г. | Харьковский военный округ            | ВВС округа                              | -                                          |
| 13.10.1944 г. | 3-й Белорусский фронт                | 1-я воздушная армия                     | -                                          |
| 09.05.1945 г. | 3-й Белорусский фронт                | 1-я воздушная армия                     | -                                          |
| 10.06.1945 г. | Белорусско-литовский военный округ   | 1-я воздушная армия                     | -                                          |
| 09.07.1945 г. | Барановичский военный округ          | 1-я воздушная армия                     | -                                          |
| 04.02.1946 г. | Белорусский военный округ            | 1-я воздушная армия                     | -                                          |
| 01.06.1947 г. | Прибалтийский военный округ          | 15-я воздушная армия                    | 14-й истребительный авиационный корпус     |
| 20.02.1949 г. | Прибалтийский военный округ          | 30-я воздушная армия                    | 58-й истребительный авиационный корпус     |
| 01.03.1952 г. | Московский район ПВО                 | 52-я воздушная истребительная армия ПВО | 88-й истребительный авиационный корпус ПВО |
| 20.08.1954 г. | Московский округ ПВО                 | 52-я воздушная истребительная армия ПВО | 88-й истребительный авиационный корпус ПВО |
| 01.04.1960 г. | Московский округ ПВО                 |                                         | 2-й корпус ПВО                             |
| 01.09.1960 г. | Московский округ ПВО                 |                                         | 2-й корпус ПВО                             |

| Ла-7 | Ла-5 | ЛаГГ-3 |

## Части и отдельные подразделения дивизии
В состав дивизии входили полки:
| Период                        | Части                                           | Примечание                                                                  |
| ----------------------------- | ----------------------------------------------- | --------------------------------------------------------------------------- |
| 01.06.1946 г. — 01.04.1952 г. | 9-й гвардейский истребительный авиационный полк | Ла-7, МиГ-15, передан в состав 100-й иад ПВО                                |
| 07.04.1953 г. — 10.09.1960 г. | 611-й истребительный авиационный полк ПВО       | МиГ-17Ф, Як-25, передан в состав 3-го корпуса ПВО                           |
| 20.05.1944 г. — 10.09.1960 г. | 790-й истребительный авиационный полк           | Ла-5, Ла-7, Ла-9, МиГ-15, МиГ-17, МиГ-19, передан в состав 2-го корпуса ПВО |
| 11.05.1944 г. — 10.09.1960 г. | 805-й истребительный авиационный полк           | Ла-5, Ла-7, Ла-9, МиГ-15, МиГ-17, передан в состав 2-го корпуса ПВО         |
| 15.05.1944 г. — 05.03.1947 г. | 863-й истребительный авиационный полк           | Ла-5, расформирован                                                         |

## Боевой состав дивизии на 9 мая 1945 года
| Части                                 | Примечание                                    |
| ------------------------------------- | --------------------------------------------- |
| 790-й истребительный авиационный полк | Ла-5, Ла-7, Гросс Линденау, Восточная Пруссия |
| 805-й истребительный авиационный полк | Ла-5, Гросс Линденау, Восточная Пруссия       |
| 863-й истребительный авиационный полк | Ла-5, Гросс Линденау, Восточная Пруссия       |

## Боевой состав дивизии на 1950 год
| Части                                           | Примечание                         |
| ----------------------------------------------- | ---------------------------------- |
| 9-й гвардейский истребительный авиационный полк | Ла-7, Россь, Гродненская область   |
| 790-й истребительный авиационный полк           | Ла-9, Щучин, Гродненская область   |
| 805-й истребительный авиационный полк           | Ла-9, Желудок, Гродненская область |

| МиГ-19 | МиГ-15 | МиГ-17 |

## Боевой состав дивизии на 1960 год
| Части                                     | Примечание                                       |
| ----------------------------------------- | ------------------------------------------------ |
| 611-й истребительный авиационный полк ПВО | МиГ-17, Як-25, Бежецк-Дорохово, Тверская область |
| 790-й истребительный авиационный полк ПВО | МиГ-17, МиГ-19, Хотилово, Тверская область       |
| 805-й истребительный авиационный полк ПВО | МиГ-17, Хотилово, Тверская область               |

## Участие в операциях и битвах
- Гумбиннен-Гольдапская операция[3] — с 16 октября 1944 года по 30 октября 1944 года
- Восточно-Прусская операция[3] — с 13 января 1945 года по 25 апреля 1945 года.
- Инстербургско-Кёнигсбергская операция[3] — с 13 января 1945 года по 27 января 1945 года.
- Кёнигсбергская операция — с 6 апреля 1945 года по 9 апреля 1945 года.

## Почётные наименования
- 129-й истребительной авиационной дивизии 17 мая 1945 года за отличие в боях за овладение городом Кёнигсберг присвоено почётное наименование «Кёнигсбергская»[7].
- 805-му истребительному авиационному полку 19 февраля 1945 года за отличие в боях за овладение городами Тильзит, Гросс, Скайсгиррен, Ауловенен, Жиллин и Каукемен приказом НКО присвоено почётное наименование «Тильзитский»[8].

## Награды
- 129-я Кенигсбергская истребительная авиационная дивизия за образцовое выполнение заданий командования в боях с немецкими захватчиками Указом Президиума Верховного Совета СССР награждена орденом Кутузова II степени.
- 790-й истребительный авиационный полк за образцовое выполнение заданий командования в боях с немецкими захватчиками при овладении городом Хайлигенбайль и проявленные при этом доблесть и мужество Указом Президиума Верховного Совета СССР от 25 апреля 1945 года награждён орденом Кутузова III степени.
- 805-й Тильзитский истребительный авиационный полк за образцовое выполнение боевых заданий командования в боях с немецкими захватчиками при овладении городом Браунсберг и проявленные при этом доблесть и мужество Указом Президиума Верховного Совета СССР от 26 апреля 1945 года награждён орденом Александра Невского.
- 863-й истребительный авиационный полк за образцовое выполнение боевых заданий командования в боях с немецкими захватчиками при овладении городом Хайлигенбайль и проявленные при этом доблесть и мужество Указом Президиума Верховного Совета СССР от 26 апреля 1945 года награждён орденом Александра Невского.

## Благодарности Верховного Главнокомандования

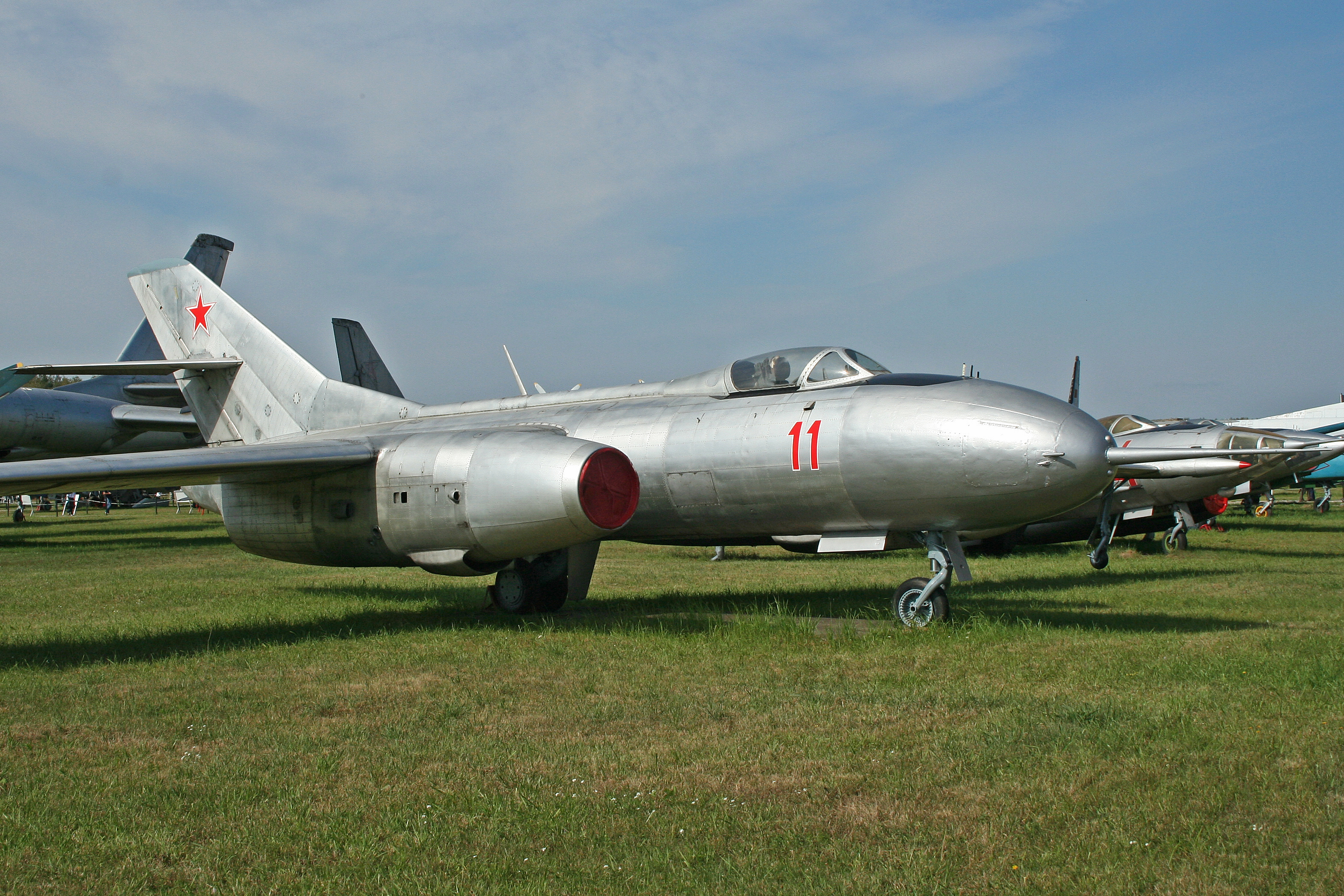
Як-25

За проявленные образцы мужества и героизма Верховным Главнокомандующим дивизии объявлены благодарности:
- за прорыв обороны немцев и вторжение в пределы Восточной Пруссии[9].
- за овладение городами Тильзит, Гросс-Скайсгиррен, Ауловенен, Жиллен и Каукемен[10].
- за овладение городом Инстербург[11].
- за овладение городами Вормдитт и Мельзак[12].
- за овладение городом Браунсберг[13].
- за овладение городом Хайлигенбайль[14].
- за разгром группы немецких войск юго-западнее Кенигсберга[15].
- за овладение городом и крепостью Кёнигсберг[16].
- за овладение городом и крепостью Пиллау[17].

## Базирование
| Период                  | Аэродромы                         |
| ----------------------- | --------------------------------- |
| 05.1945 — 27.07.1945    | Гросс Линденау, Восточная Пруссия |
| 27.07.1945 — 01.04.1952 | Щучин, Гродненская область        |
| 01.04.1952 — 01.09.1960 | Дорохово, Тверская область        |